# محافظة الحرث
محافظة الحُرَّث محافظة سعودية تقع على الحدود السعودية وتتبع لـمنطقة جازان جنوب غرب السعودية ومركزها الرئيسي الخوبة. سميت بالحُرَّث نسبةً إلى قبائل الحُرَّث التي تسكنها. أُسست إمارتها مع بداية توحيد المملكة العربية السعودية عام 1353 هـ.

## الزراعة
تتميز المنطقة بكثرة الأودية والجبال والمناظر الخلابة والجو الجميل شتاء وكثرت الأمطار وتشتهر بزراعة الذرة الرفيعة والقصب؛ بسبب تساقط الأمطار طوال العام.

## السكان
بلغ عدد سكان محافظة الحرث (11,561) نسمة حسب تعداد السعودية 2022، عدد السعوديين (8,290) نسمة، وعدد غير السعوديين (3,271) نسمة.
الحُرَّث: - واحدهم حارَثيٌّ.
وينقسمون إلى قسمين: ١ - حَقَاري ٢ - نَجْعي                                              فمن الحقاريين: الكعوب، والغاوية، ووالبة، والفرشة، ولَخْضوب.
ومن النجوع: الهزاهيز، وبَنُو سلامة، والعلاويين، وبَنُو زاهر، والمجارشة، وبَنُو دارس، والغاوية.
ومن الحُرَّث: بَنُو ذهل وبَنُو شراحبيل.
وبلاد الحُرَّث في القسم الشرقي الجنوبي من مقاطعة جازان، ومركزهم الخَوْبَة، وذكر الأستاذ العقيلي أن قراهم تبلغ ٧٤ ومما ذكر منها: أبو عريش غير أبي عريش المعروفة - وأم التراب وأم القَضَب، وبتول وبحرة، والبَحْطيط، والبختة والبداح وبديع الخرم، والبَرْنِيَة
المصدر: كتاب معجم قبائل المملكة العربية السعودية لحمد الجاسر
يعود نسب الحرث إلى : الحارث بن عباد بن حمود بن العاد بن فارس بن العاد بن يحيى بن جبار بن عزين بن الطعان بن مالك بن عمر بن كعب بن الخزرج بن قيس بن سعد بن عبادة الخزرجي الأنصاري رضي الله عنه
المصدر: الدرر الثمينة في معرفة بعض وثائق ومشجرات أنساب المخلاف القديمة للشريف علي بن محمد المعافا
إشارات تاريخية:
	•	ورد في كتاب الأدارسة للقاضي عبد الله بن علي العمودي أن “أصحاب الإدريسي من بني الحارث بن عباد هاجموا جيش المتوكل…”عبد الله بن علي العمودي، كتاب الأدارسة، ص ١٥٢.
	•	وفي رحلة العمودي إلى الجبال الشرقية، أشار المؤلف إلى أن “جنود الأدارسة طُردوا من الحقار والمير في بلاد بني الحارث بن عباد…”عبد الله بن علي العمودي، رحلة العمودي للجبال الشرقية، ص ٨٩.
	•	أما الرحالة البريطاني هاري سانت جون فيلبي، فقد ذكر في كتاب مرتفعات الجزيرة، أن “شيخ قبيلة بني الحرث، محمد بن طراد، استقبله وقدم له إناء كبير من اللبن معبرا عن رغبته في خدمته بكل وسيلة ممكنة كما أشار إلى أن “أصل قبيلة الحُرَّث يعود إلى حارث بن عباد، وهي حقيقة يتوارثها أبناء القبيلة.”H. St. J. Philby, The Highlands of the Asir, London, 1922, pp. 204–206

## المعالم السياحية
تمتاز محافظة الحرث ببعض المعالم السياحية، منها:
- وادي خلب.
- العين الحارة.
- جبل ملحمة.
- وادي راشد.
- وادي الدحن.
- وادي دهوان.
- وادي ذهبان.
- جبل جحفان.
- جبل دخان.
- المطل.
- جبل الفدنة.
- جحر سعيدة.
- الحصون.
- سوق الخوبة.

### سوق الخوبة الشعبي
تشتهر الخوبة بسوقها والمعروف باسم سوق الخوبة الذي يتم فيه عرض الكثير من المنتجات والحرف اليدوية، وتكثر الحركة به سابقا في يوم الخميس من كل أسبوع وقد عدل إلى يوم السبت صدرت موافقة الأمير محمد بن ناصر بن عبد العزيز، أمير منطقة جازان، بتغيير موعد سوق «الخوبة» الشعبية الأسبوعية من يوم الخميس إلى يوم السبت ليوافق العطلة الأسبوعية، وذلك اعتبارا من السبت المقبل 12 ربيع الأول 1436هـ، والتي يشارك فيها أبناء المنطقة وكذلك عدد من أبناء اليمن، حيث أن الكثير من أبناء القرى اليمنية يقومون بعرض منتجاتهم في هذا السوق وعرض عدد من النباتات العطرية التي يتم استخدامها في الغالب من قبل نساء المنطقة لعمل بعض تسريحات الشعر المعروفة في منطقه جازان بـ(الشلفه) كما يشتهر هذا السوق بعرض العديد من أنواع الحيوانات والطيور وأهمها الصقور التي تجذب العديد من محبي مهنة تربيه الصقور من خارج المنطقة والنمور والضباع.
وسوق الخوبة تم تعطيله بسبب الحرب التي وقعت عام 2009 وذلك بعد أن تم إجلاء سكان الخوبة حفاظاً على أرواحهم. وبعد عودة السكان للمحافظة في 14 شعبان 1432 هـ، تم تجهيز سوق الخوبة للعمل بعد توقفه في بداية عام 1433 هـ.

## المراكز التابعة
يتبع لمحافظة الحرث مركزان إداريان هما مركز الخوبة، ومركز الخشل.

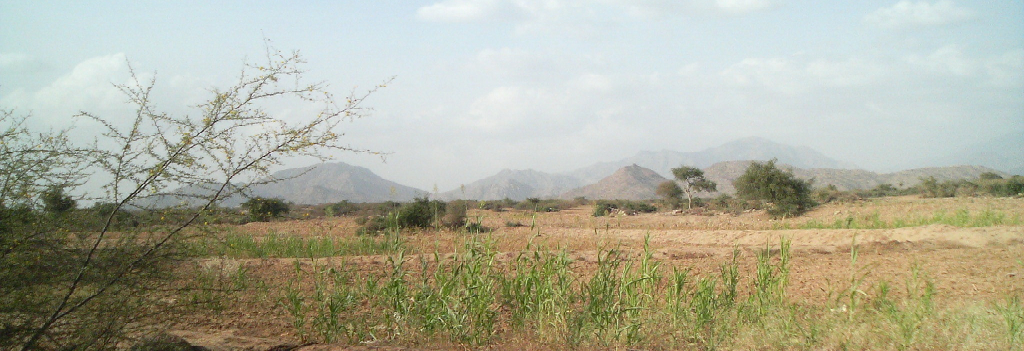
لقطة بانورامية لمرتفعات محافظة الحرث

- مركز الخوبة
- مركز الخشل